# Protosticta rozendalorum
Protosticta rozendalorum är en trollsländeart som beskrevs av Van Tol 2000. Protosticta rozendalorum ingår i släktet Protosticta och familjen Platystictidae. IUCN kategoriserar arten globalt som akut hotad. Inga underarter finns listade i Catalogue of Life.